# Pericardio
Il pericardio (dal greco περί, perì, "intorno" e καρδία, kardìa, "cuore") è una sottile membrana di origine mesodermica che circonda il cuore. Questa struttura, spessa circa 20 µm, è costituita da due strati distinti: 
- pericardio fibroso è lo strato esterno;
- pericardio sieroso è lo strato interno e aderisce perfettamente a tutte le parti piane e a tutte le insenature del cuore. Il pericardio sieroso è costituito da due foglietti di origine celomatica, il foglietto parietale, costituito da uno strato di cellule mesoteliali e da uno strato fibroso di collagene secreto da particolari cellule dette pericardiociti, e il foglietto viscerale, a livello dell'origine dei grossi vasi del peduncolo vascolare, costituito solo da uno strato di mesotelio. Fra i due foglietti del pericardio sieroso sono presenti normalmente da 20 a 50 ml di liquido chiaro roseo, detto liquido (o liquor) pericardico.

La parte superiore del pericardio è aderente al cuore e prende il nome di epicardio, e in corrispondenza dei grandi vasi sanguigni che dipartono (o entrano) dal cuore le due superfici si fondono. Inferiormente invece il pericardio aderisce al diaframma.
L'arteria pericardiacofrenica, l'arteria musculofrenica (entrambe dall'arteria toracica interna), le arterie bronchiali e le arterie coronarie (entrambe dall'aorta) sono responsabili del rifornimento di sangue del pericardio. Riguardo all'innervazione di esso, va detto che il nervo frenico gioca un ruolo chiave.
Il pericardio funge da difesa primaria del cuore contro gli attacchi esterni, lo fa aderire saldamente entro il mediastino anteriore, ne limita la distensibilità e grazie al liquido pericardico, impedisce lo sfregamento delle fibre miocardiche.